# C2H7NS
化学式C2H7NS（摩尔质量：77.15 g/mol）可以指：
- 半胱胺（2-氨基乙硫醇），CAS号：60-23-1
- 1-氨基乙硫醇，CAS号：43489-04-9

|  | 这个同类索引页列出了具有相同分子式的化学物（即同分異構體）条目。 除非您是有意链接至本页，否则应将相应条目的内部链接指向正确的条目。 |